# Liptena leucostola
Liptena leucostola är en fjärilsart som beskrevs av Holland 1890. Liptena leucostola ingår i släktet Liptena och familjen juvelvingar. Inga underarter finns listade i Catalogue of Life.